# Lista de episódios de Jake & Blake
Segue, abaixo, uma lista de episódios da série Jake & Blake.

## Resumo
| Temporada | Temporada | # Episódios | Exibição original | Estreia da temporada | Final da temporada |
| --------- | --------- | ----------- | ----------------- | -------------------- | ------------------ |
|           | 1         | 26          | 2009-2010         | 29 de novembro, 2009 | 2010               |
|           | 2         | 26          | 2010-2011         | 2010                 | 2011               |

## 1ª Temporada: 2010–2011
| # | Título                                            | Estreia América Latina | Estreia Brasil       |
| --- | ------------------------------------------------- | ---------------------- | -------------------- |
| 1 | "Como um Espelho" Como un Espejo"                 | 29 de novembro, 2009   | 12 de abril, 2010    |
| Jake é expulso de seu colégio depois de alguns problemas com o filho do diretor, enquanto Blake, após fugir de um concerto para evitar ir a uma festa de aulas particulares. Blake Depois de cair em um lago para evitar atropelar Jake, Blake se afoga e Jake o salva. Depois de falar sobre sua vida, os problemas e avaliar sua semelhança física com Jake, Blake se oferece para que troquem de lugar. |                                                   |                        |                      |
| 2 | "Ele e Eu" Él y yo"                               | 8 de dezembro, 2009    | 13 de abril, 2010    |
| Jake se recusa a fazer a alteração, mas Miranda o confunde com Blake e decide levá-lo para a mansão. Enquanto isso, Blake rouba a peruca para o diretor e ele diz que Blake pode voltar para a faculdade, voltar a ser assistente do professor e uma bolsa para ele e Annie. Jake chega na mansão e se surpreende ao ver todo o luxo. É o aniversário de Joaquin Fynk ao qual Blake deve ir, um convite cai no posto de gasolina e Hope encontra-o e decide ir à festa. Blake se encontra com Annie e se sente atraído por ela, ao entrar no salão alguns inspetores lhes pedem que deem aulas aos estudantes, Blake decide cantar a fórmula de juros, e sem saber de nada, Sr. King acompanha o curso inteiro. Jake ao chegar à festa se surpreende do fanatismo dos fãs. Ao ter que cantar para o público, Jake fica nervoso e tenta ir embora, mas Hope o anima e Jake decide cantar dedicando-lhe a canção. |                                                   |                        |                      |
| 3 | "Cinderelo" Ceniciento"                           | 9 de dezembro, 2009    | 14 de abril, 2010    |
| Jake se apaixona de Hope e a convida para jantar, quando Annie se apaixona por Blake, o diretor o convidou para jantar. No restaurante favorito de Blake, os gêmeos se encontram no banheiro, então o cão de Blake empurra o bolo e esse queimou lugar, Jake e Blake decidem continuar o "outro". Enquanto um paparazzi ouve tudo. |                                                   |                        |                      |
| 4 | "Famosos Anônimos" Famosos Anónimos"              | 10 de dezembro, 2009   | 15 de abril, 2010    |
| Jake liga para Hope e combina com ela de se encontrarem no shopping, mas depois ele se fantasia de mulher para fugir de fãs e promete encontrá-la em sua casa, mas até então, Max leva todas as fãs de Blake para casa depois que descobre que Blake e Jake trocaram de lugar, mas depois eles fazem as pazes e unem-se. Neste episódio, Hope se apaixona por Jake e Annie se apaixona por Blake, sem saberem que eles trocaram de lugar. |                                                   |                        |                      |
| 5 | "Como um Peixe na Água" Como Pez en el Agua"      | 14 de dezembro, 2009   | 16 de abril, 2010    |
| Jake é fotografado nadando numa piscina , isso gera polêmica entre as fãs, pois Blake Hill já havia afirmado que não sabia nadar, e para piorar, Jake diz para Max que ia parar de ligar para Hope, que fica chateada porque Jake não havia ligado para ela o dia inteiro. Enquanto isso, uma faculdade rival aparece na escola para uma competição esportiva, mas o que Blake não esperava é que o time rival o desafiasse numa competição de natação, por isso, Blake sabota a piscina olímpica e põe a culpa nos rivais e isso causa uma briga enorme entre eles. Depois de parar a briga, Annie percebe que ele não era o Jake e assim, descobre todo o plano deles. |                                                   |                        |                      |
| 6 | "Liberem o Kurt" Liberen a Kurt"                  | 15 de dezembro, 2009   | 19 de abril, 2010    |
| Após o Pastor Alemão de Blake ,Kurt, fazer Jake passar vexame na TV, Miranda e Bruce abandonam o cachorro na estrada e ele acaba sendo pego pela carrocinha. Quando Jake e Max descobrem que o cachorro "fugiu", vão pedir ajuda à Hope e Buddy, que descobrem que o cachorro está no controle de animais da cidade, e acabam causando uma enorme confusão para tirá-lo de lá. Enquanto isso, Blake promete para a avó de Jake que ia almoçar com ela após a escola, mas, ele acaba se esquecendo da promessa. |                                                   |                        |                      |
| 7 | "Irmãos" Hermanos"                                | 16 de dezembro, 2009   | 20 de abril, 2010    |
| Annie marca um teste para ganhar uma bolsa na escola russa de ballet, porém, ela se lembra que teria que cuidar de um garoto de oito anos, por isso, ela pede à Blake que cuide do garoto. À noite, Blake passa pela casa de Annie e a vê dançando com seu parceiro de teste, Blake fica com ciúmes e briga com o dançarino, mas na briga, Blake quebra o pé do par de Annie, e, no dia do teste, ele vai dançar junto com ela, que não gosta muito da ideia. Enquanto isso, Jake recebe a ligação da mãe de Blake e fica ansioso para conhecê-la, mas Max começa a se desentender com Jake e começa a achar que é hora dos irmãos destrocarem de lugar. |                                                   |                        |                      |
| 8 | "Intercolegial" Intercolegial"                    | 17 de dezembro, 2009   | 22 de abril, 2010    |
| A faculdade de Jake vai participar da olimpíada anual contra a faculdade Lake High, mas, Blake vai participar dos jogos e o que ele não esperava é que o treinador da outra faculdade era o seu treinador físico particular no passado, mas como se isso não bastasse, Alan começa a sabotar os jogos na esperança de atrapalhar Blake, mas isso faz com que a faculdade adversária pense que eles estão trapaceando, gerando uma briga enorme, fazendo com que Blake pare a briga. Enquanto isso, Bruce, Max e Buddy chamam um antigo amigo de Blake, para lhe mostrar como ficar em forma de novo e o Sr. Fynk descobre a verdade entre Jake e Blake. |                                                   |                        |                      |
| 9 | "Coisa de Garotas" Cosas de Chicas"               | 21 de dezembro, 2009   | 23 de abril, 2010    |
| A antiga amiga íntima de Blake, Connie, vai passar alguns dias na casa de Blake, mas isso gera um transtorno no relacionamento de Jake e Hope, porque Connie já havia sido namorada de Blake no passado. Enquanto isso, Blake começa a receber flores e cartas anônimas sem saber quem é que está mandando, e suspeita que Annie esteja por trás disso. |                                                   |                        |                      |
| 10 | "Rebelião no Sítio" Salven a la Granja"           | 22 de dezembro, 2009   | 26 de abril, 2010    |
| A faculdade de Jake decide vender seu santuário animal para uma corporação chinesa, mas, os alunos ficam revoltados com a atitude da escola e iniciam uma rebelião. Blake não demonstra interesse no assunto e Annie chama Jake para ajudar na rebelião, mas, Blake é obrigado a ir no protesto e tenta fazer com que os alunos não vejam ele e Jake ao mesmo tempo, e para completar, Hope descobre onde Jake está e ajuda no protesto. No fim, a corporação decide não comprar o santuário animal, e Blake faz um show beneficente em prol da defesa dos animais. |                                                   |                        |                      |
| 11 | "Compromisso" Compromiso"                         | 23 de dezembro, 2009   | 27 de abril, 2010    |
| A antiga namorada de Jake, Paula, volta do intercâmbio da Austrália e está disposta a reatar com Jake, porém, ele não tem coragem de dizer não para ela, e para completar, Paula pede Blake em casamento e sobra ao Jake resolver essa confusão. Enquanto isso, Jake tenta se declarar para Hope, que estranha seu comportamento, mas, Jake chama um grupo de Mariachis para cantar uma serenata para Hope, e dá um beijo nela. |                                                   |                        |                      |
| 12 | "Ciúmes" Celos"                                   | 24 de dezembro, 2009   | 28 de abril, 2010    |
| Franchesco, um antigo amigo de Annie, vai visitá-la e começa a dar aulas de arte na escola Kingdom, mas, Blake não gosta do tratamento especial que Annie está recebendo de Franchesco e começa a ficar com ciúmes. Porém, Blake descobre que Franchesco está namorando outra menina e decide mostrar isso à Annie. Enquanto isso, Hope começa a ficar enciümada por causa das fãs de Blake, que não deixam Jake em paz. |                                                   |                        |                      |
| 13 | "Pânico" Pánico"                                  | 25 de dezembro, 2009   | 29 de abril, 2010    |
| Jake vai cantar em um programa de TV em rede nacional ao vivo, porém, ele desafina nos ensaios e fica com medo de cantar no programa e passar vergonha, por isso, ele decide não cantar, mas Hope o encoraja e ele consegue cantar. Enquanto isso, Annie tenta acabar com a fobia de água de Blake. |                                                   |                        |                      |
| 14 | "Laços de Família" Lazos de Familia"              | 26 de dezembro, 2009   | 30 de abril, 2010    |
| O Sr. Fink vai receber uma festa de agradecimento graças às benfeitorias que fez. Mas, o que ele não contava é que Blake fosse obrigado a participar do coral que a escola de Jake produziu para o evento e que Miranda e Bruce convidassem Jake para a festa, causando uma grande confusão. Porém, Jake começa a suspeitar que ele e Blake sejam irmãos de verdade. |                                                   |                        |                      |
| 15 | "Ser o Outro" Ser el Otro"                        | 27 de dezembro, 2009   | 3 de maio, 2010      |
| As escolas Kingdom e Lake High vão fazer um concurso de dança, Blake está no grupo de dançarinos e Jake foi chamado para ser um dos juízes do concurso, mas, Jake descobre que a mãe de Blake está numa ilha no Caribe e decide ir para lá de barco para descobrir a verdade, e acaba se esquecendo completamente do concurso. Porém, o Sr. Fink descobre tudo e manda Lacalle impedir que o encontro aconteça enquanto Blake precisa se passar pelo Jake ao mesmo tempo que está julgando o concurso. |                                                   |                        |                      |
| 16 | "Mente Sã" Miente Sa"                             | 28 de dezembro, 2009   | 4 de maio, 2010      |
| Max participa de um jogo de basquete, mas, ele não se sai muito bem no jogo e antes do outro jogo, Blake vira seu treinador. Enquanto isso, Hope termina com Jake por que ela acha que está sendo um transtorno para ele, mas Jake tenta reatar com ela de novo. |                                                   |                        |                      |
| 17 | "Questão de Números" Cuestión de numeros"         | 28 de dezembro, 2009   | 5 de maio, 2010      |
| Blake é obrigado a participar das Olimpíadas de Matemática, por isso, ele liga para Jake e ambos decidem trocar de lugar durante as olimpíadas. Porém, o que eles não contavam é que Miranda e Bruce levassem Jake ao aeroporto à força, por causa da turnê mundial de Blake, por isso, Annie decide colocar um fone de ouvido em Blake para lhe passar as respostas corretas. E para piorar, Max leva Hope ao museu onde está ocorrendo as olimpíadas. |                                                   |                        |                      |
| 18 | "De Mães e Filhos" De Madres e Hijos"             | 29 de dezembro, 2009   | 6 de maio, 2010      |
| A mãe de Blake chega de viagem e percebe que seu filho está estranho, mas acaba gostando, porque ele está sendo maduro. Sabendo disso, o Sr.Fink manda Lacalle colocar câmeras na casa de Blake. Enquanto isso, o Sr. King vai dar aulas de culinária na escola, Blake leva a avó de Jake para o evento, mas Alan faz com que Blake se dê mal, no final, a mãe de Blake confessa a Jake que ela achou Blake no mar, mas não viram outro bebê. |                                                   |                        |                      |
| 19 | "Feliz a aderir" Que Los Cumplas Feliz"           | 2010                   | 24 de julho, 2010    |
| É o aniversário de Blake, e ele volta para mansão para comemorar a data. Ao chegar, Jake e Max contam a Blake sobre o que descobriram. Confuso, Blake quer um tempo para pensar e refletir. Enquanto isso, Jake fingi ser Blake nas comemorações. |                                                   |                        |                      |
| 20 | "A Família Perfeita" La Familia Perfecta"         | 2010                   | 14 de agosto, 2010   |
| 21 | "Eu... Sou Eu?" ¿Yo... Soy Yo?"                   | 2010                   | 7 de agosto, 2010    |
| 22 | "As Coisas Por Seu Nome" Las Cosas Por Su Nombre" | 2010                   | 21 de agosto, 2010   |
| 23 | "Confissões Confundidas" Confesiones Confundidas" | 2010                   | 28 de agosto, 2010   |
| 24 | "O Amor Da Minha Vida" El Amor De Mi Vida"        | 2010                   | 4 de setembro, 2010  |
| 25 | "Melhores Amigos" Mejores Amigos"                 | 2010                   | 11 de setembro, 2010 |
| 26 | "Voltando a Ser Eu" Volviendo a Ser Yo"           | 2010                   | 18 de setembro, 2010 |